# John Frederiksen
John Johannesen Frederiksen (* 10. Januar 1996 in Rønne, Dänemark) ist ein färöischer Fußballspieler.

## Karriere

### Verein
Frederiksen wechselte im Januar 2013 aus der Jugend des Ikast FS zum FC Kopenhagen. Zur Saison 2013/14 wechselte er zum unterklassigen NB Bornholm. Zur Saison 2014/15 wechselte er zum Fredensborg BI. Im Juli 2017 wechselte er auf die Färöer zum Erstligisten 07 Vestur. Für Vestur kam er bis zum Ende der Saison 2017 zu 13 Einsätzen in der Effodeildin, in denen er sechs Tore erzielte. Zur Saison 2018 wechselte er innerhalb der Liga zum HB Tórshavn. Für den Hauptstadtklub kam er zu 16 Einsätzen in der höchsten färöischen Spielklasse und wurde zu Saisonende mit dem Klub Meister.
Nach dem Meistertitel wechselte er im Januar 2019 wieder zurück nach Dänemark und schloss sich dem unterklassigen BK Frem Kopenhagen an. Zur Saison 2019/20 wechselte er zum Skovshoved IF, den er in der Winterpause verließ. Nach einem halben Jahr ohne Verein wechselte der Stürmer im Juni 2020 nach Finnland zum Zweitligisten Musan Salama. Bis zum Ende der Saison 2020 absolvierte er 14 Partien in der Ykkönen, in denen er acht Tore erzielte. Nach weiteren acht Einsätzen und drei Treffern in der Saison 2021 wechselte Frederiksen im Juli 2021 zum österreichischen Zweitligisten SKU Amstetten. Sein Debüt in der 2. Liga gab er im Juli 2021, als er am ersten Spieltag der Saison 2021/22 gegen den Floridsdorfer AC in der Startelf stand. Für die Niederösterreicher kam er insgesamt zu 28 Zweitligaeinsätzen, in denen er fünf Tore erzielte. Nach der Saison 2021/22 verließ er den SKU wieder.
Nach mehreren Monaten ohne Klub wechselte der Stürmer im Oktober 2022 nach Schottland zum Zweitligisten Raith Rovers. Im Januar 2023 wurde sein Vertrag wieder aufgelöst.

### Nationalmannschaft
Frederiksen spielte 2012 für die färöische U-17-Auswahl. 2014 kam er für die U-19-Mannschaft zum Einsatz. Im September 2021 debütierte Frederiksen für die A-Nationalmannschaft, als er in der WM-Qualifikation gegen Dänemark in der 90. Minute für Jóan Símun Edmundsson eingewechselt wurde. Bei drei Kurzeinsätzen kam er insgesamt auf 6 Minuten Spielzeit.